# Chen Cheng
Pour les articles homonymes, voir Chen.
Dans ce nom chinois, le nom de famille, Chen, précède le nom personnel Cheng.
Chen Cheng (chinois traditionnel: 陳誠; sinogramme simplifié : 陈诚; pinyin: Chén Chéng), né à Qingtian, Zhejiang, Chine, le 4 janvier 1897, mort à Taïwan le 5 mars 1965, est un militaire et homme politique chinois.

## Biographie
Diplômé de l'académie militaire de Baoding en 1922, il entra à l'académie de Huangpu en 1924, et eut pour instructeur Tchang Kaï-chek. Il participa ensuite à l'expédition du Nord en tant qu'officier de l'armée nationale révolutionnaire chinoise, force armée du Kuomintang.
Devenu commandant de la 18e armée, il prit part aux opérations contre l'Armée rouge chinoise, dans le cadre de la guerre civile contre les communistes. Ses attaques répétées contribuèrent à la destruction de la République soviétique chinoise, qui força les communistes à entamer la Longue Marche.
Durant la seconde guerre sino-japonaise, il prit part à de nombreuses batailles contre l'Armée impériale japonaise, dont la bataille de Wuhan, la bataille de Zaoyang-Yichang ou la bataille de l'ouest d'Hubei. En 1943, il fut envoyé par l'état-major allié participer à la campagne de Birmanie, où il prit la tête du corps expéditionnaire chinois, une des trois sections de la Force Y, comprenant les XIe et XXe groupes d'armées.
À partir de 1946, sur ordre de Tchang Kaï-chek, il reprit les attaques contre les communistes, en réalisant des offensives contre les zones contrôlées par les hommes de Mao Zedong. Mais il subit des défaites importantes en Mandchourie, et se vit privé ensuite de son poste.
En 1949, il fut nommé gouverneur de l'île de Taïwan et lança une réforme agraire destinée à répartir plus justement les terres, pour éviter que les paysans locaux ne soient sensibles à la propagande communiste. Après la retraite des nationalistes sur l'île, il occupa plusieurs postes importants dans le gouvernement de la république de Chine. Il fut notamment premier ministre de 1950 à 1954, puis de 1958 à 1963, tout en étant vice-président de 1954 à sa mort.